# 엑스맨 (1992년 애니메이션)
《엑스맨》(영어: X-Men)은 미국의 텔레비전 애니메이션이다. 폭스 방송의 폭스 키즈 프로그래밍 블록을 통해 1992년 10월 31일부터 1997년 9월 20일까지 총 5시즌으로 방영됐다.
마블 코믹스의 엑스맨을 주연으로 한 작품으로 1989년 방영된 파일럿 《엑스맨: 프라이드 오브 디 엑스맨》이 본편편성에 실패한 후 제작된 두 번째 엑스맨 애니메이션이다. 짐 리가 그린 1990년대 초반 만화 《엑스맨: 레거시》의 인물상과 화풍에 크게 기반했다. 1994년 애니메이션 《스파이더맨》과 세계관을 공유한다.
2024년, 이야기가 이어지는 후속 시리즈 《엑스맨 '97》이 디즈니플러스를 통해 방영됐다.

## 등장인물과 성우

### 주역
- 프로페서 엑스 / 찰스 자비에(세드릭 스미스)
- 사이클롭스(놈 스펜서)
- 진 그레이/피닉스(캐서린 디셔)
- 울버린 / 로건(커흘 J. 도드)
- 로그(리노어 잰)
- 스톰 / 오로로 먼로(아이오나 모리스 1992-93, 앨리슨 실리스미스 1993-97)
- 비스트 / 행크 매코이(조지 부자)
- 갬빗 / 레미 르보(크리스 포터 1992-96, 토니 대니얼스 1997)
- 주빌리 / 주빌레이션 리(앨리슨 코트)

### 조역
- 어밀리아 보이트(수전 로먼)
- 아포칼립스 / 엔 사바 누르(존 콜리코스, 제임스 블렌딕)
- 아발란체(로드 코니비어)
- 밴시 / 숀 캐시디(제러미 래치퍼드)
- 비숍(필립 에이킨)
- 블롭(로버트 케이트)
- 볼리버 트래스크(브렛 핼시)
- 케이블 / 네이선 데이스프링(로런스 베인)
- 캐머런 호지(스티븐 아우이멧)
- 콜로서스 / 표트르 라스푸틴(릭 베넷, 로버트 케이트)
- 다크 피닉스(트레이시 무어)
- 에마 프로스트(트레이시 무어)
- 파비안 코르테스(로런스 베인)
- 포지(마크 스트레인지)
- 글래디에이터(리처드 엡카)
- 그레이던 크리드(존 스토커)
- 헨리 피터 가이릭(배리 플래트먼)
- 아이스맨 / 바비 드레이크(데니스 아카야마)
- 저거노트 / 케인 마코(릭 베넷)
- 케이자(로버트 블록스테일)
- 레이디 데스스트라이크 / 오야마 유리코(태샤 심스)
- 릴란드라 네라마니(커밀라 스콧)
- 매그니토 / 에릭 렌셔(데이비드 헴블런)
- 마스터 몰드(데이비드 폭스)
- 미스터 시니스터(크리스토퍼 브리튼)
- 모이라 맥태거트(랠리 커도)
- 모프(론 루빈)
- 미스티크 / 레이븐 다크홈(랜들 카펜터, 제니퍼 데일)
- 나이트크롤러 / 커트 와그너(에이리언 하우)
- 노스스타(렌 르미외)
- 오메가 레드(렌 돈체프)
- 사일록 / 베치 브래덕(태샤 심스)
- 퍽 / 유진 밀턴 저드(돈 프랭크)
- 파이로(그레이엄 핼리)
- 퀵실버 / 피에트로 막시모프(에이드리언 이건)
- 세이버투스 / 그레이던 크리드 시니어(돈 프랭크)
- 사우론(로버트 블록스테일)
- 스칼렛 위치 / 완다 막시모프(수전 로먼)
- 로버트 켈리(렌 칼슨)
- 센티널(데이비드 폭스)
- 선파이어(데니스 아카야마)
- 빈디케이터(배리 플래트먼)
- 워런 워딩턴 / 엔젤 / 아크엔젤(스티븐 아우이멧)

### 단역
- 앰피비어스(피터 매카웟)
- 애널리(케이 트렘블레이)
- 에이프(로스 페티)
- 아콘(폴 해더드)
- 오로라(제니퍼 데일)
- 칼리스토(수전 로먼)
- 캐넌볼(에이드리언 이건)
- 캡틴 아메리카(로런스 베인)
- 코세어(브라이언 테일러)
- 다크스타(엘리자베스 루카비나)
- 도미노(제니퍼 데일)
- 에릭 더 레드(로런스 베인)
- 페민(캐서린 갤런트)
- 고저스 조지(로드 윌슨)
- 하이 에볼루셔너리(제임스 블렌딕)
- 리치(존 스토커)
- 롱샷(로드 윌슨)
- 일리야나 라스푸틴(타라 차렌도프)
- 마스터마인드(나이절 베넷)
- 모조(피터 와일드먼)
- 미즈 마블 / 캐럴 댄버스(로스코 핸드퍼드)
- 팔랑크스(랠리 커도, 돈 프랭크, 스티븐 아우이멧)
- 플레이그 / 페스틸런드(주디 마섁)
- 폴라리스 / 로나 데인(테리 호크스)
- 프로테우스(스튜어트 스톤)
- 러커스(댄 헤네시)
- 새스콰치(하키 에이킨)
- 섀도 킹(모리스 딘 윈트)
- 샤먼(돈 프랭크)
- 샤드(케이 트렘블레이)
- 실버 사무라이(데니스 아카야마)
- 스노버드(멀리사 수 앤더슨)
- 슈프림 인텔리전스(렌 칼슨)
- 선더(댄 헤네시)
- 타 베이비(데이비드 코밴)
- 버티고(메건 스미스)
- 헤더 허드슨(리베카 젱킨스)
- 워(제임스 밀링턴)
- 워록(데이비드 코밴)